# Атабаев, Максат
Максат Атабаев (род. 28 ноября 1994) — туркменский шахматист, гроссмейстер (2015).
В составе сборной Туркменистана участник 3-х Олимпиад (2010—2014).

## Таблица результатов
| Год  | Город          | Турнир         | + | − | = | Результат | Место |
| ---- | -------------- | -------------- | - | - | - | --------- | ----- |
| 2010 | Ханты-Мансийск | 39-я Олимпиада | 4 | 3 | 3 | 5½ из 10  |       |
| 2012 | Стамбул        | 40-я Олимпиада | 6 | 1 | 3 | 7½ из 10  | [ 2 ] |
| 2014 | Москва         |                | 6 | 1 | 2 | 7 из 9    | [ 3 ] |

## Изменения рейтинга
| Графики недоступны из-за технических проблем. См. информацию на Фабрикаторе и на mediawiki.org. |